# Войни на Александър Велики
Войните на Александър Велики (или Походът на Александър Велики, на немски: Alexanderzug, Alexanderfeldzug) са войни през периода от 334-324 пр.н.е., които води около десет години македонският владетел Александър Велики.
- През пролетта 334 пр.н.е.: начало на Похода на Александър Велики срещу Персия и цар Дарий III Кодоман.

- Битка при Граник, 334 пр.н.е.
- Обсада на Милет, 334 пр.н.е.
- Обсада на Халикарнас, 334 пр.н.е.
- Битка при Иса, 333 пр.н.е.
- Обсада на Тир, 332 пр.н.е.
- Обсада на Газа, 332 пр.н.е.
- Битка при Гавгамела, 331 пр.н.е.
- Битка при Уксан Дефил, 331 пр.н.е.
- Битка при Персийската врата, 330 пр.н.е.
- Битка при Яксарт, 329 пр.н.е.

- Обсада на Согдианската скала, 327 пр.н.е.
- Битка при Хидасп, 326 пр.н.е.

- През март 324 пр.н.е. Александър стига до персийския град-резиденция Суза, с което неговия поход приключва.